# Lyonbiopôle
Cet article possède un paronyme, voir Biopôle (homonymie).
Lyonbiopôle est un pôle de compétitivité centré sur les activités pharmaceutiques notamment sur la lutte contre les maladies infectieuses humaines et animales et les cancers. Il est situé principalement à Lyon, et notamment dans le quartier de Gerland, mais ayant des ramifications dans le reste de l'agglomération ainsi qu'à Grenoble avec l'Institute for Advanced Biosciences et surtout l'Institut de biologie structurale.
La présence d'un pôle de compétitivité dans le secteur pharmaceutique à Lyon s'explique notamment par la présence des sièges sociaux de Sanofi Pasteur, BioMérieux, Merial, Genzyme…
Conçu comme un outil d'interface et de rapprochement public/privé, le pôle a mis en place des actions pour favoriser les collaborations R&D, aider au montage de projets et trouver des financements, accroître les partenariats stratégiques et financiers pour le développement économique et international des entreprises, permettre l'accès à des zones d'accueil, à des plates-formes technologiques mutualisées tel que le Centre d'Infectiologie de Lyonbiopôle ouvert le 1er avril 2009. Il a pour ambition de renforcer la compétitivité des entreprises du secteur de la santé ainsi que l'attractivité du territoire rhônalpin, principalement sur l’axe Lyon-Grenoble.

## Histoire
Il est labellisé pôle mondial en 2005. Lyonbiopôle accueille l'institut Bioaster, après avoir réussi l'appel à projet initié durant le Grand emprunt.